# Symplecis alpicola
Symplecis alpicola là một loài tò vò trong họ Ichneumonidae.